# Confederación de la Democracia

Logo FOD

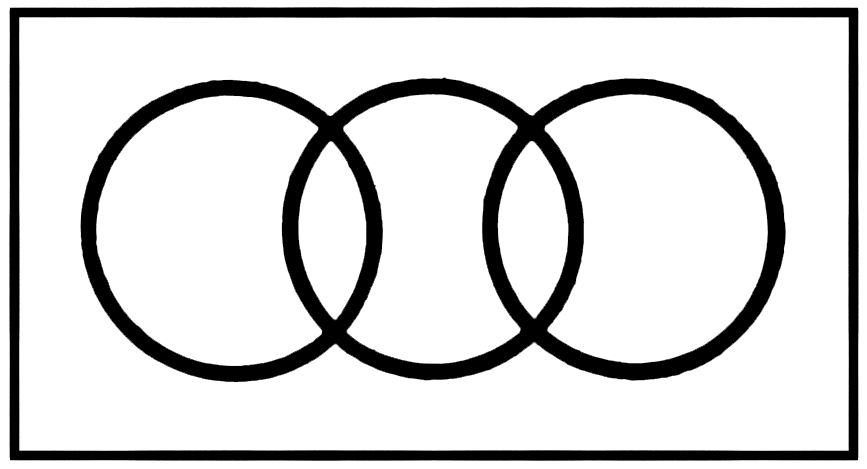
Logo FDNR

De Confederación de la Democracia (Nederlands: Confederatie van de Democratie, CODE) was een politieke alliantie van centrum en centrumrechtse partijen in Chili die in juli 1972 werd gevormd.
Het voornaamste doel van de CODE was bij de parlementsverkiezingen van 1973 was het behalen van een tweederdemeerderheid voor de burgerlijke partijen in het Nationaal Congres van Chili en daarmee de regering van het Unidad Popular (Verenigd Front [volksfront]) van de linkse president Salvador Allende een gevoelige slag toe te brengen.
De CODE bestond uit vijf politieke partijen, verdeeld over twee sub-allianties (federaties):
- Federación de Oposición Democrática (Federatie van de Democratische Oppositie): christendemocratie/sociaaldemocratie/populisme — Partido Demócrata Cristiano (PDC), Partido de Izquierda Radical (PIR), Partido Democrático Nacional (PADENA);
- Federación Nacional-Democracia Radical (Nationaal-Democratische Radicale Federatie): conservatisme/klassiek liberalisme/centrisme — Partido Nacional (PN), Democracia Radical (DR).

Hier dient nog te worden opgemerkt dat de sociaaldemocratische PIR tot 1972 deel uitmaakte van het Unidad Popular van Allende en de christendemocratische PDC aanvankelijk de volksfront-regering gedoogde.
De parlementsverkiezingen werden door de CODE gewonnen, maar deze verkreeg niet de tweederdemeerderheid om wetsvoorstellen van de regering te blokkeren.

## Uitslagen
| Federatie                                                 | Partij                       | Stemmen   | Percentage | Gekozenen (Totaal: 150) |
| --------------------------------------------------------- | ---------------------------- | --------- | ---------- | ----------------------- |
| FOD                                                       | Partido Demócrata Cristiano  | 1 055 120 | 29,07%     | 50                      |
| FOD                                                       | Partido de Izquierda Radical | 60 166    | 1,66%      | 1                       |
| FOD                                                       | Partido Democrático Nacional | 13 349    | 0,37%      | 0                       |
| FNDR                                                      | Partido Nacional             | 780 480   | 21,51%     | 34                      |
| FNDR                                                      | Democracia Radical           | 70 582    | 1,94%      | 2                       |
| Stemmen CODE                                              | Stemmen CODE                 | 33 895    | 0,93%      |                         |
| Totaal CODE                                               | Totaal CODE                  | 2 013 592 | 55,49%     | 87                      |
| Bron: Cruz-Coke y Dirección del Registro Electoral (1984) |                              |           |            |                         |

Kort na de verkiezingen - toen duidelijk was dat men het nagestreefde doel niet had behaald - werd de CODE ontbonden.